# Börries von Münchhausen
Pour les articles homonymes, voir Münchhausen.
Börries Albrecht Conon August Heinrich baron von Münchhausen, né le 20 mars 1874 à Hildesheim, mort le 16 mars 1945 à Windischleuba (suicide), est un poète et un écrivain allemand.
Il s'agit d'un des principaux représentants du courant des nouvelles ballades allemandes. Il est également signataire de la Gelöbnis treuester Gefolgschaft, serment de fidélité des artistes à Hitler en 1933.

## Œuvres
En allemand
- Gedichte. 1897
- Juda. 1900
- Balladen. 1906
- Die Rittergüter der Fürstentümer Calenberg, Göttingen und Grubenhagen. Gustav Stölting-Einbeckhausen und Börries Frhr. v. Münchhausen. 1912 – Nachdruck durch H. Th. Wenner
- Fröhliche Woche mit Freunden. Stuttgart, Berlin, 1922, 1925
- Ausgewählte Aufsätze. 1933
- Geschichten aus der Geschichte einer alten Geschlechtshistorie nacherzählt. 1934
- Münchhausen Beeren-Auslese: Eine Auswahl aus dem Gesamtwerk des Freiherrn Börries von Münchhausen. 1937, Deutsche Verlags Anstalt
- Das dichterische Werk in zwei Bänden. 1950–1953